# Aradan (Ilam)
Aradan (perski: ارادان) – wieś w Iranie, w ostanie Ilam. W 2006 roku  liczyła 44 mieszkańców w 10 rodzinach.